# Bargon Attack
Bargon Attack è un videogioco di tipo avventura grafica pubblicato nel 1992 dalla Coktel Vision, la semplicità, lo stile cyberpunk e le ambientazioni ne fecero un classico dell'epoca. Il videogioco fu localizzato con testi anche in italiano.

## Trama
Parigi tempi odierni, il personaggio principale delle vicende sta giocando proprio a Bargon Attack quando ad un tratto la città e tutta la terra viene invasa proprio dai Bargoniani, un popolo alieno Rettiliano.

## Modalità di gioco
Il videogioco è una classica avventura in stile con quelle pubblicate da Cocktel Vision, l'azione si compirà in due, tre schermate alla volta, per risolvere gli enigmi presenti per continuare; di tanto in tanto appariranno i Bargoniani e non bisognerà farsi scoprire da essi, infatti in alcune situazioni il personaggio può anche morire se scoperto, il salvataggio in ogni schermata è consigliato.